# Rio Capivari (Castro Alves)
O rio Capivari é um curso de água perene brasileiro que banha o estado da Bahia, afluente direto do Paraguaçu, um dos rios com este nome no estado e na bacia desse rio. Com nascente na cidade de Castro Alves e foz em São Félix, no seu curso banha ainda os município de Sapeaçu, Cabaceiras do Paraguaçu, Cruz das Almas, Muritiba e Governador Mangabeira.
Forma uma sub-bacia, que é assim descrita: "situada à margem direita é uma sub-bacia do baixo Paraguaçu, localizada na região do Recôncavo no Estado da Bahia, ocupando uma área de 316,8 km2 . Delimitada pelas coordenadas -12°35’ e -12°45’ de latitude sul e -39°15’ e -39° de longitude oeste". sendo afluente do Paraguaçu na sua margem direita.
Dentre os principais problemas do curso d'água estão o assoreamento de seu leito, o desmatamento das matas ciliares, a contaminação por produtos químicos oriundos da ferrovia que passa por ele, além da falta de políticas públicas conservacionistas.